# Zabezpieczenia przed kopiowaniem
Zabezpieczenia przed kopiowaniem (ochrona zawartości, zapobieganie kopiowaniu, ograniczenie kopiowania) – działania mające na celu zapobieganie reprodukcji utworów, zazwyczaj ze względu na prawo autorskie. Opracowano różne metody zapobiegania reprodukcji, aby przedsiębiorcy mogli czerpać korzyści od każdej osoby, która uzyskała autoryzowaną kopię ich produktu.

## Terminologia
Korporacje medialne używały terminu „ochrona przed kopiowaniem”, ale krytycy twierdzą, że to pojęcie skłoniło opinię publiczną do identyfikowania się z wydawcami, którzy preferują technologie ograniczające, a nie z użytkownikami.

## Uzasadnienie biznesowe
Z biznesowego punktu widzenia niektóre usługi próbują obecnie zarabiać na dodatkowych usługach innych niż treści multimedialne, aby użytkownicy mogli mieć większe doświadczenie niż zwykłe uzyskiwanie skopiowanego produktu.

## Metody

### Wczesne lata
Gdy oprogramowanie komputerowe wciąż było rozprowadzane w kasetach audio, kopiowanie dźwięku było zawodne, podczas gdy kopiowanie cyfrowe było czasochłonne. Ceny oprogramowania były porównywalne z cenami kasety audio.
Nieautoryzowane kopiowanie oprogramowania zaczęło być problemem, gdy dyskietki stały się popularnym nośnikiem pamięci. Łatwość kopiowania zależała od systemu; Jerry Pournelle napisał w „Byte” w 1983 roku, że „CP/M nie nadaje się do kopiowania ochrony”, więc jego użytkownicy „nie byli zbyt zaniepokojeni”, podczas gdy użytkownicy Apple zawsze mieli problem, tak samo jak ci, którzy używali TRS-DOS.

### Lata 80' Locksmith
Pournelle nie lubił ochrony przed kopiowaniem i odmówił przeglądu oprogramowania (z wyjątkiem gier), które go używało. Nie wierzył, że było to przydatne, pisząc w 1983 roku, że „Dla każdego schematu ochrony przed kopiowaniem istnieje haker gotowy do jego pokonania. Większość z nich dotyczy tak zwanych powielaczy typu półbajt, które próbują przeanalizować oryginalny dysk, a następnie zrobić kopię”. Deweloper pracujący w firmie IBM Don Estridge zgodził się mówiąc: „Gwarantuję, że jakikolwiek program, który wymyślisz zostanie złamany szybciej, niż tobie zajmie pomyślenie o nim”. Ochrona przed kopiowaniem czasami powodowała, że oprogramowanie nie działało na klonach komputera, takich jak kompatybilny z Apple II Laser 128.
W 1989 Gilman Louie, szef Spectrum Holobyte, stwierdził, że ochrona przed kopiowaniem dodawała około 50 centów za kopię do kosztu produkcji gry. Inne oprogramowanie opierało się na złożoności. Magazyn Antic w 1988 zaobserwował, że WordPerfect dla Atari ST „jest prawie bezużyteczny bez podręcznika zawierającego ponad 600 stron!”. (Magazyn był w błędzie, wersja ST była tak piracka, że firma zagroziła przerwaniem jej produkcji).

### Ostatnie praktyki
Aby ograniczyć ponowne użycie kluczy aktywacyjnych w celu zainstalowania oprogramowania na wielu komputerach, podjęto próbę powiązania zainstalowanego oprogramowania z konkretną maszyną poprzez wykorzystanie unikalnej funkcji urządzenia. Nie można użyć numeru seryjnego w ROM, ponieważ niektóre komputery ich nie mają. Popularnym zamiennikiem dla numeru seryjnego maszyny była data i godzina inicjalizacji dysku twardego lub adresu MAC kart Ethernet (chociaż jest to programowalne na nowoczesnych kartach). Wraz z rozwojem wirtualizacji, praktyka blokowania musi dodać do tego parametry sprzętowe, aby nadal uniemożliwić kopiowanie.

## Gry wideo
W latach 80. i 90. XX wieku gry wideo sprzedawane na kasetach i dyskietkach były chronione za pomocą zewnętrznej interaktywnej metody, która wymagała od użytkownika posiadania oryginalnego pudełka lub instrukcji. Ochrona przed kopiowaniem była aktywowana nie tylko podczas instalacji, ale za każdym razem, gdy gra była uruchamiana.
Czasami kod zabezpieczenia przed kopiowaniem był potrzebny nie podczas uruchamiania, ale w późniejszym momencie gry. Pomogło to graczowi doświadczyć gry (np. jako demonstracja) i być może skłoniło go do zakupu w momencie dotarcia do blokady. Zastosowano kilka pomysłowych metod, jednocześnie trudnych do skopiowania. Są to:
- wymaganie, aby gracz wprowadził konkretne słowo (często wybierane losowo) z instrukcji. Wariant tej techniki polegał na dopasowaniu obrazu dostarczonego przez grę do jednego z instrukcji i dostarczeniu odpowiedzi dotyczącej obrazu („Ski or Die”, „4D Sports Boxing” i „James Bond 007: The Stealth Affair” używały tej techniki). „Buzz Aldrin's Race Into Space” (w wersji na dyskietki, ale nie w wersji CD) wymagało od użytkownika wprowadzenia całkowitego czasu astronautów w kosmosie (dostępnego w instrukcji) przed uruchomieniem niektórych misji. Jeśli odpowiedź była błędna, misja ponosiła katastrofalną klęskę,
- instrukcje zawierające informacje i podpowiedzi niezbędne do ukończenia gry, takie jak odpowiedzi na zagadki („Conquests of Camelot”, „King’s Quest 6”), przepisy czarów („King’s Quest”), klucze do odczytywania niełacińskich systemów piszących („Ultima”) lub częstotliwość radiowa do komunikacji z postacią do dalszej gry („Metal Gear Solid”),
- Kod z symbolami, nieistniejącymi na klawiaturze lub kod ASCII. Ten kod był umieszczany w siatce i musiał być wprowadzony za pomocą klawiatury ekranowej na żądanie „Jaki jest kod w wierszu 3, w kolumnie 2?”. Tabele te zostały wydrukowane na ciemnym papierze („Maniac Mansion”, „ Uplink”) lub były widoczne tylko przez czerwoną przezroczystą warstwę („Indiana Jones i ostatnia krucjata”), co sprawiało, że bardzo trudno było zrobić kopię. Innym wariantem tej metody – najbardziej znanym z wersji ZX Spectrum Jet Set Willy – była karta z sekwencjami kolorów na każdym odnośniku do siatki, która musiała zostać wprowadzona przed rozpoczęciem gry. Zapobiegło to również monochromatycznej fotokopii. Kody w tabelach są oparte na formule matematycznej i można je obliczyć za pomocą wiersza, kolumny i numeru strony, jeśli formuła jest znana, ponieważ dane wymagałyby zbyt dużo miejsca na dysku,
- „The Secret of Monkey Island” oferował obracające się koło z połówkami twarzy piratów. Gra pokazywała twarz złożoną z dwóch różnych części i pytała, kiedy ten pirat został powieszony na pewnej wyspie. Następnie gracz musiał dopasować twarze na kole, i wprowadzić rok, który pojawił się na wyspie. Jego  sequel miał tę samą koncepcję, ale z magicznymi składnikami mikstur,
- system Lenslok używał plastikowego pryzmatu, dostarczonego wraz z grą, który służył do odszyfrowania kodu wyświetlanego na ekranie.

Wszystkie te metody okazały się kłopotliwe i męczące dla graczy. Ich użycie spadło w połowie lat 90., kiedy to przez pojawienie się płyt CD jako podstawowego nośnika dla gier wideo, kopiowanie było w dużej mierze niemożliwe, ponieważ technologia kopiowania CD nie była wtedy powszechnie dostępna.
Niektórzy twórcy gier, tacy jak Markus Persson, zachęcali konsumentów i innych programistów do korzystania z nielicencjonowanego kopiowania jako sposobu na zwiększenie zainteresowania sprzedażą i marketingiem.

## Taśma wideo
MicroVision, forma zabezpieczenia przed kopiowaniem, została zaprojektowana, aby zapobiec nagrywaniu programów telewizyjnych przez magnetowidy. Michael J. Fuchs z HBO powiedział w 1985 roku, że MicroVision nie była „dobrą technologią”, ponieważ obniżała jakość obrazu i konsumenci mogli z łatwością to ominąć, podczas gdy Peter Chernin z Showtime powiedział: „chcemy przyjąć naszych subskrybentów i wiemy, że lubią nagrywać nasze filmy”.

## Antypiractwo
Środki antypirackie to działania zmierzające do zwalczania piractwa medialnego, fałszerstwa i innych naruszeń praw własności intelektualnej. Obejmuje to połączone wysiłki stowarzyszeń korporacyjnych (takich jak RIAA i MPAA), organów ścigania (takich jak FBI i Interpol) oraz organizacji międzynarodowych. Zwalcza się naruszenia praw do różnych rodzajów twórczości, takich jak oprogramowanie, muzyka i filmy. Środki te często mają postać DRM lub są wdrożone za pośrednictwem sieci ochrony treści, takiej jak Distil Networks lub Incapsula. Richard Stallman i Projekt GNU skrytykowali użycie słowa „piractwo” w tych sytuacjach, mówiąc, że wydawcy używają tego słowa, aby odnieść się do „kopiowania, którego nie akceptują” i że „oni (wydawcy) sugerują, że jest to etycznie równoważne atakowaniu statków na pełnym morzu, porywaniu i mordowaniu na nich ludzi”.
W sprawie MPAA przeciwko Hotfile sędzia Kathleen M. Williams uwzględniła wniosek o odmowie użycia słów, które uważa za „pejoratywne”. Ta lista zawierała słowo „piractwo”, którego użycie, o którym mowa w obronie, nie służyłoby, a jedynie wprowadzało w błąd i rozpalało ławę przysięgłych. Powód argumentował, że powszechne użycie terminów odnoszących się do naruszenia praw autorskich powinno unieważnić wniosek, ale sędzia się nie zgodziła.
Naruszenie praw autorskich często jest ułatwione dzięki udostępnianiu plików. Około roku 2011 piractwo stanowiło 23,8% całego ruchu internetowego. W celu ograniczenia tego zjawiska, zarówno duże, jak i małe korporacje filmowe i muzyczne wydały zawiadomienia o usunięciu DMCA, złożyły pozwy i wszczęły postępowanie karne przeciwko osobom, które obsługują te usługi udostępniania plików.